# Mike Waufle
Mike Waufle (Hornell, 27 giugno 1954) è un ex giocatore di football americano e allenatore di football americano statunitense defensive lineman dei Buffalo Bills della NFL.

## Carriera universitaria
Giocò con gli Utah State Aggies nella WAC della NCAA.

## Carriera professionistica come allenatore
Nel 1998 iniziò la sua carriera NFL con gli Oakland Raiders come allenatore della defensive line.
Nel 2004 passò ai New York Giants sempre con la stessa mansione, nella stagione 2007 vinse il Super Bowl XLII.
Il 22 gennaio 2010 ritornò ai Raiders sempre con lo stesso ruolo fino al 2011
Nel 2012 firmò con i St. Louis Rams come allenatore della defensive line.

## Vittorie e premi
- Super Bowl XLII con i New York Giants (come allenatore).